# Саут-Гуксетт (Нью-Гемпшир)
Саут-Гуксетт (англ. South Hooksett) — переписна місцевість (CDP) в США, в окрузі Меррімак штату Нью-Гемпшир. Населення — 5888 осіб (2020).

## Географія
Саут-Гуксетт розташований за координатами 43°2′3″ пн. ш. 71°25′24″ зх. д. / 43.03417° пн. ш. 71.42333° зх. д. (43.034167, -71.423455).  За даними Бюро перепису населення США в 2010 році переписна місцевість мала площу 13,76 км², з яких 13,75 км² — суходіл та 0,01 км² — водойми.

## Демографія
Згідно з переписом 2010 року, у переписній місцевості мешкало 5418 осіб у 1765 домогосподарствах у складі 1297 родин. Густота населення становила 394 особи/км².  Було 1845 помешкань (134/км²).
Расовий склад населення:
| - 94,4 % — білих - 2,0 % — азіатів - 1,2 % — чорних або афроамериканців - 0,3 % — корінних американців - 0,1 % — вихідців з тихоокеанських островів |

До двох чи більше рас належало 1,5 %. Частка іспаномовних становила 2,0 % від усіх жителів.
За віковим діапазоном населення розподілялося таким чином: 21,7 % — особи молодші 18 років, 67,9 % — особи у віці 18—64 років, 10,4 % — особи у віці 65 років та старші. Медіана віку мешканця становила 36,2 року. На 100 осіб жіночої статі у переписній місцевості припадало 93,2 чоловіків;  на 100 жінок у віці від 18 років та старших — 91,5 чоловіків також старших 18 років.
Середній дохід на одне домашнє господарство  становив 95 175 доларів США (медіана — 91 495), а середній дохід на одну сім'ю — 110 818 доларів (медіана — 107 422). Медіана доходів становила 70 250 доларів для чоловіків та 51 544 долари для жінок. За межею бідності перебувало 3,0 % осіб, у тому числі 4,9 % дітей у віці до 18 років та 4,1 % осіб у віці 65 років та старших.
Цивільне працевлаштоване населення становило 3421 особа. Основні галузі зайнятості: освіта, охорона здоров'я та соціальна допомога — 31,7 %, роздрібна торгівля — 11,6 %, виробництво — 7,9 %, науковці, спеціалісти, менеджери — 7,7 %.